# Luis Pérez Oramas
Luis Pérez Oramas (Caracas, 7 de agosto de 1960) es un poeta venezolano-estadounidense, curador e historiador del arte. Es autor de nueve libros de poesía, siete volúmenes de ensayos, así como de numerosos catálogos de exhibiciones de arte. Ha contribuido con artículos de opinión en periódicos nacionales de Venezuela (El Nacional y El Universal) así como en varias revistas literarias y de arte en América Latina y Europa.

## Primeros años
Pérez-Oramas estudió Literatura Comparada en la Universidad Católica Andrés Bello, graduado summa cum laude con una tesis acerca del poeta mexicano José Gorostiza. Después continuó con sus estudios en Filosofía e Historia del Arte en Toulouse y París (Francia), obteniendo el doctorado en la Ecole des Hautes Etudes en Sciences Sociales (EHHSS, París) en 1994, bajo la dirección de Louis Marin y Hubert Damisch, tras completar su disertación doctoral sobre Diego Velázquez.
Fue miembro del  Grupo Guaire, en Venezuela, y formó parte del Taller Calicanto bajo la dirección de la poeta venezolana Antonia Palacios.

## Carrera
Enseñó historia del arte en la Universidad de Rennes 2 Alta Bretaña, la Ecole Supérieure Régionale de Beaux Arts de Nantes y, después de su regreso de Francia a su natal Venezuela, en el Instituto Superior de Estudios Universitarios en Artes Plásticas Armando Reverón de Caracas. También enseñó en el programa de maestría en Arquitectura de museos y Museología en la Facultad de Arquitectura de la Universidad Central de Venezuela. Entre 1994 y 2003 fue curador de la colección Patricia Phelps de Cisneros en Caracas.
Ha organizado numerosas exhibiciones de arte en Venezuela, Brasil, Europa y los Estados Unidos. En 2011 fue designado Director Curatorial de la 30.ª Bienal de São Paulo, que organizó bajo el título de "La inminencia de las poéticas", una edición muy bien recibida nacional e internacionalmente. Trabajó como curador en el Museo de Arte Moderno de Nueva York, desde 2003 donde tuvo la posición de curador de arte latinoamericano entre 2006 y 2017. Actualmente vive y trabaja en Nueva York como curador independiente, consultor de arte y escritor.

## Publicaciones

### Libros – Poesía
- Animal vesperal. Editorial Pre-Textos, Valencia, España, 2022.
- La mano segadora.Selección antológica (1983-2021). Fundación La Poeteca. Caracas, Venezuela, 2022.
- La dulce astilla. Editorial Pre-Textos, Valencia, España, 2015.
- Prisionero del Aire. Editorial Pre-Textos, Valencia, España, 2008.[10]
- Gego: Anudamientos. Fundación Gego-Sala Mendoza, Caracas, 2004.
- Gacelas y otros poemas. Editorial Goliardos, Caracas, 1999.
- Doble siesta. Sixtus, Limoges, 1994.
- La Gana Breve.  Fondo editorial Pequeña Venecia, Caracas, 1992.
- Salmos y boleros de la casa.  Monte Avila Editores, Caracas, 1986.
- Poemas. Editorial Arte, Caracas, 1978.

### Libros – Historia del arte y crítica, Temas sociales
- La (in)actualidad de la pintura y vericuetos de la imagen. Editorial Pre-Textos, Valencia, 2021.
- Olvidar la muerte. Pensamiento del toreo desde América. Real Maestranza de Caballería de Ronda-Editorial Pre-Textos, Valencia, 2016.
- La República Baldía. Crónica de una falacia revolucionaria (1995-2014), La Hoja del Norte, Caracas, 2015.
- La cocina de Jurassic Park y otros ensayos visuales. Fundación Polar, Caracas, 1998.
- Mirar Furtivo. Consejo Nacional de Cultura. Arte y colección de crítica, Caracas, 1997.
- La década impensable y otros escritos fechados. Museo Jacobo Borges, Caracas, 1996.
- Armando Reverón. De los prodigios de la luz a los trabajos del arte. Museo de Arte Contemporáneo Sofía Imber, Caracas, 1990.

### Catálogos
- Joaquín Torres-García. The Arcadian Modern, The Museum of Modern Art, New York, 2015
- Lygia Clark. The Abandonment of Art (Co-authored with Cornelia Butler), The Museum of Modern Art, New York, 2014
- Catalogo Trigésima Bienal de São Paulo: A Inminência das Poéticas, Fundaçao Bienal de São Paulo, São Paulo, 2012
- Tangled Alphabets, León Ferrari and Mira Schendel, The Museum of Modern Art, New York, 2009
- An Atlas of Drawings, Transforming Chronologies, The Museum of Modern Art, New York, 2006
- Armando Reverón. El lugar de los objetos, Galería de Arte Nacional, Caracas, 2001

### Antologías
Antonio López Ortega, Miguel Gomes, Gina Saraceni (Editores): Rasgos comunes. Antología de la poesía venezolana del siglo XX. Valencia: Editorial Pre-textos, 2019. Gina Saraceni: En-Obra. Antología de la poesía venezolana 1983-2008, Caracas: Equinoccio-Universidad Simón Bolívar, 2008.
Enrique Andrés Ruiz: Las dos hermanas. Antología de la poesía española e hispanoamericana del siglo XX sobre pintura, Madrid: Fondo de Cultura Económica de España, 2011
Syntaxis: una aventura creadora. 30 años del nacimiento de una revista, Santa Cruz de Tenerife: TEA, 2014

## Premios
Premio de poesía Monteávila 1983.

## Otras lecturas
- Jacques Leenhardt: Portrait. Luis Pérez-Oramas, https://journals.openedition.org/critiquedart/8320?lang=enCritique d'Art. The International Review of Contemporary Art Criticism, #41, Spring/Summer 2013, pp. 102–105.

- Datos: Q17708840